# Sandra Farmer-Patrick
Sandra Farmer-Patrick (ur. 18 sierpnia 1962 w Kingston) – jamajska, a następnie amerykańska lekkoatletka, płotkarka.
Wicemistrzyni olimpijska (Barcelona 1992) i świata (Stuttgart 1993) w biegu na 400 m przez płotki. Była też uczestniczką igrzysk olimpijskich w Los Angeles (1984) i Atlancie (1996).